# BA.2.86
BA.2.86, coneguda també com a variant Pirola, és una subvariant òmicron del virus SARS-CoV-2, el qual és responsable del COVID-19. La BA.2.86 es distingeix per presentar més de trenta mutacions. Aquesta subvariant, detectada inicialment en una mostra a Dinamarca el 24 de juliol de 2023, és preocupant a causa del seu gran salt evolutiu, similar a l'aparició inicial de la variant Òmicron, més contagiosa però generalment menys virulenta. És una mutació de la variant BA.2, la qual, en si mateixa, és una mutació molt primerenca que va sorgir de la família. La BA.2.86 va ser designada com a variant sota vigilància per part de l'Organització Mundial de la Salut el 17 d'agost de 2023.

## Nomenclatura
Els mitjans de comunicació han utilitzat el nom col·loquial "pirola" per a descriure la variant. La Red Mundial de la Salut (que no s'ha de confondre amb l'Organització Mundial de la Salut) ha recomanat l'ús d'un nom de l'astronomia, donada l'àmplia gamma de noms en aquest camp. L'usuari de Twitter @JPWeiland va suggerir l'obscur asteroid joviano 1082 Pirola, "per la seua singularitat" i la possibilitat de canviar la nomenclatura a Pi o Rho si fos necessari.